# Mouvements pour piano et orchestre

Les Mouvements pour piano et orchestre est une pièce orchestrale en cinq mouvements d'Igor Stravinsky. Composé en 1959, il est créé le 10 janvier 1960 sous la direction du compositeur avec Margrit Weber au piano. L'ouvrage d'une grande richesse rythmique se réclame d'un sérialisme à la fois précis et libre. En 1963 à New York George Balanchine en a tiré une adaptation chorégraphique.

## Instrumentation
- un piano, deux flûtes, deux hautbois, deux clarinettes, un basson, deux trompettes, trois trombones, un célesta, une harpe, cordes.
- Durée d'exécution: dix minutes

## Discographie sélective
- Michel Béroff avec l'Orchestre de Paris dirigé par Seiji Ozawa EMI VSM